# Drahanovice (nádraží)
Drahanovice jsou dopravna D3 v Drahanovicích v Olomouckém kraji. Je součástí neelektrizované jednokolejné železniční trati Olomouc – Senice na Hané – Prostějov. Leží mezi stanicemi Náměšť na Hané a Slatinice v km 23,479.
Nádraží obsluhují pravidelné osobní vlaky Českých drah linky M4 s intervalem 60 minut v pracovní dny a 120 minut ve dny pracovního klidu v obou směrech. Je zařazeno do Integrovaného dopravního systému Olomouckého kraje.

## Železniční tratě
- Olomouc – Senice na Hané – Prostějov